# Tabaré Vázquez
Tabaré Ramón Vázquez Rosas (Montevideo, 17 de enero de 1940-6 de diciembre de 2020) fue un médico, dirigente deportivo y político uruguayo. Ejerció como presidente de la República Oriental del Uruguay en dos mandatos no consecutivos: de 2005 a 2010 y de 2015 a 2020.
Fue el primer candidato de izquierda en ocupar un cargo electivo de relevancia en el país cuando alcanzó, en 1990, la intendencia de Montevideo y, en 2005, tras dos intentos previos, la presidencia de la República, lo que significó el fin de la hegemonía de los partidos tradicionales del país.

## Biografía

### Vida personal

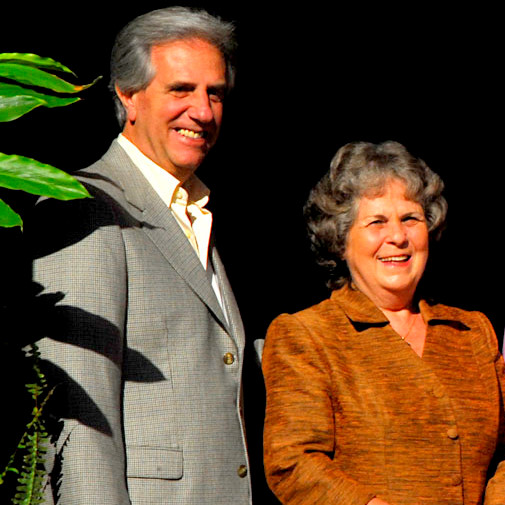
Vázquez con su esposa, María Auxiliadora Delgado.

Vázquez nació el 17 de enero de 1940 en el barrio obrero de La Teja, Montevideo. Fue el cuarto de los cinco hijos del matrimonio de Héctor Vázquez, obrero de Ancap, y de Elena Rosas. Tenía ascendencia gallega, ya que sus abuelos eran oriundos de Galicia, concretamente de la provincia de Orense y de Santiago de Compostela. Su padre fue despedido de Ancap durante el conflicto sindical de 1951, motivo por el cual estuvo preso, cuando Vázquez sólo tenía 11 años.
Durante su adolescencia se integró al Centro Pablo Albera, dirigido por la comunidad salesiana, donde se realizaban actividades deportivas y recreativas y trabajos sociales. En 1956, con 16 años, fue elegido secretario general de dicha organización. Dos años más tarde, el 1 de marzo de 1958, junto con un grupo de amigos fundaron el club El Arbolito, un club social y deportivo en sus comienzos, en donde jugó como arquero. Con el pasar del tiempo, cuando el club adquirió una importancia relevante en el barrio, y con Vázquez en la presidencia del mismo, se inauguró en él una policlínica que llegó a atender a más de cuatrocientos pacientes por mes.
El 23 de octubre de 1964 contrajo matrimonio con María Auxiliadora Delgado. Fruto de este matrimonio nacería en 1966 su primer hijo Álvaro; seguido por Javier, nacido en 1967 e Ignacio, nacido en 1970. Además criaron a un hijo adoptivo, Fabián Barbosa. María Auxiliadora, empleada de la Caja de Profesionales Universitarios, fue durante un tiempo el único sustento de la familia, mientras Vázquez culminaba su carrera. María Auxiliadora falleció el 31 de julio de 2019.
En 1978 fue elegido vicepresidente del Club Atlético Progreso, y en 1979, presidente. Durante su gestión el club se consagró por primera y única vez campeón de la Primera División Uruguaya de fútbol en 1989, desligándose de la dirigencia deportiva ese mismo año. En varias oportunidades, Vázquez fue firme candidato a ocupar la presidencia de la Asociación Uruguaya de Fútbol, aunque nunca se llegó al consenso para que tal acontecimiento sucediera. Vázquez atribuyó esto a razones meramente políticas.
Tabaré Vázquez pertenecía a la Gran Logia de la Masonería del Uruguay, donde ostentaba el grado de Maestro.

### Vida profesional
Cursó sus estudios primarios en la escuela Yugoslavia, de carácter público, de su barrio La Teja. Los estudios secundarios los realizó en varios centros estudiantiles; el primer año lo hizo en el Liceo público Bauzá, los tres años siguientes los realizó en el Liceo público N.º 11 del Cerro, y tras cuatro años de interrupción de sus estudios, culminó su bachillerato en el Instituto Alfredo Vázquez Acevedo.
Cuando concluyó el secundario básico, debió interrumpir sus estudios para trabajar y poder contribuir, de esta manera, al sustento de su numerosa familia. Se desempeñó como aprendiz de carpintero, empleado de almacén, vendedor de diarios y hasta de vidriero. En 1959 ingresó a la empresa de vinos y licores Carrau & Co. donde trabajó en la administración y luego en el laboratorio.
Fue recién en 1961 cuando ingresó al Instituto Alfredo Vásquez Acevedo para realizar su bachillerato en Medicina, mientras continuaba trabajando en la compañía vinera.
En 1963 ingresó a la Facultad de Medicina de la Universidad de la República, de la cual se graduó el 6 de diciembre de 1969 como médico general y en agosto de 1972 como especialista en oncología y radioterapia. Fue alumno de Helmut Kasdorf, quien lo llevó a trabajar con él en la Clínica Barcia.
Fue médico de Sanidad Policial entre 1969 y 1971. Desde finales de la década de los setenta también ejerció su profesión en el Sanatorio de Casa de Galicia y el Hospital Británico y, en 1981, se hizo cargo de la dirección del Departamento de Radioterapia del Instituto Nacional de Oncología del Uruguay (INDO), centro dependiente del Ministerio de Salud Pública.
Fue profesor adjunto de Oncología en la Facultad de Medicina de la Universidad de la República. Desde 1985 fue profesor director del área Radioterapia del Departamento de Oncología de la Universidad de la República.
Obtuvo una beca del gobierno de Francia que le permitió especializarse en el Instituto Gustave Roussy de París. En 1982 fue designado para representar a Uruguay en Israel para el XI curso de investigación cancerológica. Asistió a numerosos congresos en Brasil, Argentina, Japón, Israel, Francia, Estados Unidos, Austria, Turquía y Dinamarca. Fue autor y coautor de más de un centenar de trabajos científicos publicados en revistas uruguayas e internacionales. A mediados de 1986, en sociedad con otros dos colegas, compró el 75 % de las acciones de la Clínica Barcia, que, desde entonces se llama Centro de Oncología y Radioterapia, más conocida como la Clínica COR, una de las clínicas oncológicas más importantes del país. Durante el ejercicio de su presidencia, Vázquez trabajó en dicha clínica con un reducido número de pacientes.

## Carrera política

### Inicios
Vázquez inició su carrera política en 1983, cuando le plantea a José Pedro Cardoso su interés de integrar el Partido Socialista. Al haber ingresado en un período dictatorial donde el partido estaba proscripto participó en varias reuniones que no eran públicas (dada la clandestinidad de su partido), primero con otros médicos y después con militantes vinculados con el deporte. En el congreso de 1986 fue elegido para integrar el Comité Central.
En 1987 ocupó el cargo de presidente de la Comisión de Finanzas de la Comisión Nacional Pro Referéndum creada para promover la revocación de la ley de caducidad que amnistió a los militares acusados de delitos contra los Derechos Humanos durante la dictadura uruguaya.
Dos años más tarde, en 1989 se lo nombra candidato a la Intendencia de Montevideo. Al ganar dicha elección se transforma en el primer Intendente de izquierda en la historia del país, y por tanto, en un referente dentro de su partido. Durante su gestión de gobierno integró el Congreso Nacional de Intendentes, cuya presidencia ejerció en 1993.
Presidente del Encuentro Progresista desde diciembre de 1994 y presidente del Frente Amplio desde diciembre de 1996, tras la renuncia de su anterior líder, el general Líber Seregni, renunció durante 1997 debido a diferencias con los sectores radicales, volviendo a ser presidente al año siguiente. Su cargo fue ratificado en diciembre de 2001.
En 1994 fue proclamado candidato a la presidencia por el Órgano de Conducción Política (OCP) del Frente Amplio. El II Congreso Extraordinario del Frente Amplio llevado a cabo entre los días 1.º y 3 de julio de 1994 autorizó alianzas con sectores de otros partidos políticos para la conformación del Encuentro Progresista, lo que se llevó a cabo el 15 de agosto de 1994, acto en el que se anunció la fórmula presidencial junto a Rodolfo Nin Novoa, en aquel momento senador y exintendente de Cerro Largo por el Partido Nacional. Obtuvo el 30,6 % de los votos.
Nuevamente candidato presidencial en octubre de 1999, luego de derrotar en las internas partidarias a Danilo Astori por el 82.4 % de los votos, fue el candidato más votado al obtener el 40,11 % de los sufragios, por lo que tuvo que definir su elección en la segunda vuelta electoral con el candidato del Partido Colorado, Jorge Batlle. En esta definición obtuvo el 45.87 % de los votos, resultando vencedor Batlle.
El Frente Amplio quedó como el actor político con mayor bancada parlamentaria. La presidencia de Jorge Batlle se caracterizó por la aguda crisis bancaria de 2002, período en el que Tabaré Vázquez mantuvo su papel opositor, aunque con las cautelas que el momento imponía. En efecto: en los meses previos a la instalación del gobierno de Jorge Batlle, Vázquez tuvo diálogos con este, de tono cordial, donde se acordaron algunos aspectos fundamentales, como la instalación de la Comisión para la Paz. Y en el peor momento de la crisis bancaria de 2002, Vázquez se reunió con el presidente y los principales líderes políticos, para acordar cursos de acción comunes. Si bien en el Parlamento el Frente Amplio mantuvo su voto opositor, en los hechos esta fuerza política evitó manifestaciones violentas contra el gobierno; con lo cual, Tabaré Vázquez se fue perfilando cada vez más como un «estadista en espera».[cita requerida]
El 21 de diciembre de 2003, en el IV Congreso Extraordinario del Frente Amplio, es proclamado como candidato a la Presidencia de la República y en las elecciones de octubre de 2004 logra alzarse con la victoria en su candidatura presidencial, siendo el primer presidente electo del Frente Amplio en la historia del país.
El 24 de noviembre de 2008, ya en su puesto de presidente, solicitó su desafiliación del Partido Socialista, luego de que el Congreso de ese partido rechazara el veto presidencial interpuesto a los artículos de la ley de salud sexual y reproductiva (que habilitaban la despenalización del aborto) y por no apoyar directamente la candidatura presidencial Astori-Mujica, que el presidente presentara al Frente Amplio. Sin embargo, al cumplirse dos años exactos de su desafiliación, el 24 de noviembre de 2010, Vázquez asistió a un acto en conmemoración de los 100 años del Partido Socialista en el país, donde fue el orador principal ofreciendo un prolongado discurso. Esto fue visto por la prensa local como un acercamiento al partido y como el retorno definitivo a la actividad política.

### Intendente de Montevideo
En noviembre de 1989 fue candidato a Intendente de Montevideo por el Frente Amplio, ganando las elecciones y asumiendo el cargo el 15 de febrero de 1990. Con su elección, se transformó en el primer gobernante frenteamplista de la historia y en una figura central de la política uruguaya.[cita requerida] Fue miembro del Congreso Nacional de Intendentes en el período 1990-1994 y presidente del mismo durante 1993.
Entre sus realizaciones, cabe destacar la subdivisión de Montevideo en 18 zonas con fines de descentralización de la gestión; desde entonces, cada una de las 18 zonas tiene órganos de elección local y un Centro Comunal Zonal (CCZ).
Su administración realizó una revisión del catastro de los inmuebles del departamento a fin de actualizar sus gravámenes impositivos. La oposición interpuso el recurso previsto en la Constitución ante la Cámara de Representantes, y ante la perspectiva de la anulación el nuevo catastro debió dejarse sin efecto.
Su puesto como Intendente y su carisma, rápidamente lo proyectaron como una figura de alcance nacional; las encuestas siempre han favorecido a la persona de Tabaré Vázquez, por encima de las preferencias partidarias. Cuando diez años más tarde alcanzó la Presidencia de la República, fue el primer exIntendente de Montevideo en obtenerla, contradiciendo una arraigada constante de la política uruguaya, por la que el cargo de Intendente de Montevideo solía desprestigiar a quienes lo ejercían.[cita requerida]

### Historial electoral

#### Elecciones Presidenciales de 1994
Las elecciones presidenciales de 1994 se realizaron el domingo 27 de noviembre de 1994. En ella, Vázquez (que había dejado el cargo de Intendente de Montevideo para postularse) se situó en tercer lugar (30%), con muy poca diferencia de votos por debajo del ganador de los comicios, Julio María Sanguinetti (32%) del Partido Colorado -quien ya fuese presidente de la República entre 1985 y 1990-, y del blanco Alberto Volonté (31%). De aquí en más, el mandato presidencial de 1995-2000 sería comúnmente recordado por tratarse de un gobierno repartido en tercios. Esto significó para el Frente Amplio un enorme crecimiento en votos y generó preocupación en el oficialismo por la velocidad en que el partido fue ganando votos.
| Candidato               | Partido          | Votos             | Resultado |
| Julio María Sanguinetti | Partido Colorado | 656 428 (30,92 %) | Electo    |
| Alberto Volonté         | Partido Nacional | 633 384 (29,83 %) |           |
| Tabaré Vázquez          | Frente Amplio    | 621 226 (29,26 %) |           |
| Rafael Michelini        | Nuevo Espacio    | 104 773 (4,93 %)  |           |

#### Elecciones Presidenciales de 1999
Las elecciones presidenciales del domingo 31 de octubre de 1999 arrojó una mayoría de Vázquez sobre el resto de los candidatos, con un 40,1 %. Sin embargo la novel Constitución de 1997 estipulaba que para ganar las elecciones presidenciales se debería obtener mayoría absoluta (es decir, 50 % más un voto). De esta manera, Vázquez debió enfrentarse a una segunda vuelta electoral (o balotaje) con el segundo candidato más votado. En este caso, su contrincante sería Jorge Batlle; candidato por el Partido Colorado.
Resultado de la primera vuelta de las elecciones de 1999 para la presidencia de la República.
| Candidato            | Partido          | Votos             | Resultado      |
| Tabaré Vázquez       | Frente Amplio    | 861 202 (39,06 %) | Segunda vuelta |
| Jorge Batlle         | Partido Colorado | 703 915 (31,93 %) | Segunda vuelta |
| Luis Alberto Lacalle | Partido Nacional | 478 980 (21,72 %) |                |
| Rafael Michelini     | Nuevo Espacio    | 97 943 (4,44 %)   |                |

Tras la segunda vuelta electoral, disputada el 28 de noviembre de 1999, Vázquez resultó perdedor frente al candidato colorado, Jorge Batlle, que junto con la coalición de su partido y el Partido Nacional (partidos tradicionales del país y adversarios políticos hasta entonces) logró superarlo en votos.
Resultado de la segunda vuelta de las elecciones de 1999 para la presidencia de la República.
| Candidato      | Partido          | Votos               | Resultado |
| Jorge Batlle   | Partido Colorado | 1 158 708 (52,52 %) | Electo    |
| Tabaré Vázquez | Frente Amplio    | 982 049 (44,51 %)   |           |

#### Elecciones presidenciales de 2004
El 21 de diciembre de 2003 fue proclamado candidato a la Presidencia de la República por la coalición Encuentro Progresista–Frente Amplio–Nueva Mayoría (EP-FA-NM), junto a su compañero de fórmula de anteriores elecciones, Rodolfo Nin Novoa. Las encuestas lo daban como un claro ganador, aunque se dudaba si alcanzaría la mayoría absoluta que le permitiría ser elegido sin necesidad de medirse en una segunda vuelta electoral con el segundo candidato más votado.
El 31 de octubre de 2004 obtuvo el 50,45 % de los votos, aunque la Corte Electoral de Uruguay tardó más de una semana en hacer oficial el resultado debido a que, para obtener mayoría absoluta, faltaba que 708 de los más de 32 000 votos observados fueran para su candidatura. Esto creó la posibilidad teórica de una segunda vuelta electoral con Jorge Larrañaga. Estadísticamente se tenía certeza que no iba a ocurrir y la predicción se confirmó con la entrega de los resultados oficiales el 6 de noviembre. Vázquez obtuvo el voto de 1 124 761 ciudadanos en un total de 2 229 611 habilitados y fue proclamado oficialmente presidente electo el 8 de noviembre, asumiendo el cargo el 1 de marzo de 2005. Se transformó, de esta manera, en el primer presidente del Frente Amplio del país y rompió, por tanto, con la hegemonía bipartidista del Partido Nacional y el Partido Colorado, que habían dominado la historia política uruguaya desde 1830.
Su mandato se extendió hasta el 1 de marzo de 2010.
Resultado de las elecciones de 2004 para la presidencia de la República.
| Candidato          | Partido                     | Votos               | Resultado |
| Tabaré Vázquez     | Frente Amplio               | 1 124 761 (50,45 %) | Electo    |
| Jorge Larrañaga    | Partido Nacional            | 764 739 (34,30 %)   |           |
| Guillermo Stirling | Partido Colorado            | 231 036 (10,36 %)   |           |
| Pablo Mieres       | Partido Independiente       | 41 011 (1,84 %)     |           |
| Víctor Lissidini   | Partido Intransigente       | 8572 (0,38 %)       |           |
| Aldo Lamorte       | Unión Cívica                | 4859 (0,22 %)       |           |
| Julio Vera         | Partido Liberal             | 1548 (0,07 %)       |           |
| Rafael Fernández   | Partido de los Trabajadores | 513 (0,02 %)        |           |

#### Elecciones presidenciales de 2014
El 26 de octubre, Vázquez obtuvo una votación cercana a la mitad del total de votos válidos, lo cual le valió disputar el balotaje contra Luis Lacalle Pou el 30 de noviembre. Ese día fue elegido presidente con un porcentaje superior al 53 % de los votos emitidos.
Resultado de la primera vuelta de las elecciones de 2014 para la presidencia de la República.
| Candidato        | Partido                     | Votos                | Resultado      |
| Tabaré Vázquez   | Frente Amplio               | 1 134 187 (47,81 %). | Segunda vuelta |
| Luis Lacalle Pou | Partido Nacional            | 732 601 (30,88 %).   | Segunda vuelta |
| Pedro Bordaberry | Partido Colorado            | 305 699 (12,89 %).   |                |
| Pablo Mieres     | Partido Independiente       | 73 379 (3,09 %).     |                |
| Gonzalo Abella   | Unidad Popular              | 26 869 (1,13 %).     |                |
| César Vega       | PERI                        | 17 835 (0,75 %).     |                |
| Rafael Fernández | Partido de los Trabajadores | 3218 (0,13 %).       |                |

Resultado de la segunda vuelta de las elecciones de 2014 para la presidencia de la República.
| Candidato        | Partido          | Votos                | Resultado |
| Tabaré Vázquez   | Frente Amplio    | 1 241 568 (53,48 %). | Electo    |
| Luis Lacalle Pou | Partido Nacional | 955 741 (41,17 %).   |           |

## Primer mandato (2005-2010)

### Gabinete ministerial
| Ministerio                                          | Nombre                  | Período   |
| --------------------------------------------------- | ----------------------- | --------- |
| Interior                                            | José Díaz               | 2005-2007 |
| Interior                                            | Daisy Tourné            | 2007-2009 |
| Interior                                            | Jorge Bruni             | 2009-2010 |
| Relaciones Exteriores                               | Reinaldo Gargano        | 2005-2008 |
| Relaciones Exteriores                               | Gonzalo Fernández       | 2008-2009 |
| Relaciones Exteriores                               | Pedro Vaz               | 2009-2010 |
| Economía y Finanzas                                 | Danilo Astori           | 2005-2008 |
| Economía y Finanzas                                 | Álvaro García Rodríguez | 2008-2010 |
| Defensa Nacional                                    | Azucena Berrutti        | 2005-2008 |
| Defensa Nacional                                    | José Bayardi            | 2008-2009 |
| Defensa Nacional                                    | Gonzalo Fernández       | 2009-2010 |
| Educación y Cultura                                 | Jorge Brovetto          | 2005-2008 |
| Educación y Cultura                                 | María Simón             | 2008-2010 |
| Industria, Energía y Minería                        | Jorge Lepra             | 2005-2008 |
| Industria, Energía y Minería                        | Daniel Martínez         | 2008-2009 |
| Industria, Energía y Minería                        | Raúl Fernando Sendic    | 2009-2010 |
| Salud Pública                                       | María Julia Muñoz       | 2005-2010 |
| Ganadería, Agricultura y Pesca                      | José Mujica             | 2005-2008 |
| Ganadería, Agricultura y Pesca                      | Ernesto Agazzi          | 2008-2009 |
| Ganadería, Agricultura y Pesca                      | Andrés Berterreche      | 2009-2010 |
| Trabajo y Seguridad Social                          | Eduardo Bonomi          | 2005-2009 |
| Trabajo y Seguridad Social                          | Julio Baraibar          | 2009-2010 |
| Transporte y Obras Públicas                         | Víctor Rossi            | 2005-2010 |
| Turismo y Deporte                                   | Héctor Lescano          | 2005-2010 |
| Vivienda, Ordenamiento Territorial y Medio Ambiente | Mariano Arana           | 2005-2008 |
| Vivienda, Ordenamiento Territorial y Medio Ambiente | Carlos Colacce          | 2008-2010 |
| Desarrollo Social                                   | Marina Arismendi        | 2005-2010 |
| Secretaría de Presidencia                           | Gonzalo Fernández       | 2005-2008 |
| Secretaría de Presidencia                           | Miguel Toma             | 2008-2010 |
| Prosecretaría de Presidencia                        | Jorge Vázquez Rosas     | 2005-2010 |

#### Reseña
El primer gabinete de izquierda contó en sus comienzos con varios ministros pertenecientes al sector del Partido Socialista, sector al que, en ese entonces, pertenecía el presidente Vázquez; y también al Movimiento de Participación Popular, liderado por José Mujica, sector mayoritario dentro del Frente Amplio tras las elecciones de 2004. Además este gabinete se caracterizó por ser el primero en incluir a más de una mujer a la cabeza de ministerios, habiendo en un principio tres: Azucena Berruti, Marina Arismendi y María Julia Muñoz. Además este gabinete ministerial estuvo cargado desde sus comienzos de fuertes figuras políticas del Frente Amplio, representativas de los sectores que lo integraban, como el canciller Reinaldo Gargano.
El primer cambio dentro del gabinete ministerial se dio en el Interior, el 8 de marzo de 2007, tras la renuncia del ministro José Díaz, perteneciente al Partido Socialista, bajo los alegatos de motivos personales y tras varios pedidos de renuncia por el Partido Nacional, justificándose en el aumento de la delincuencia y la inseguridad y en la ley de humanización de cárceles promovida por Díaz, que constaba, entre otras cosas, de la liberación anticipada de presos. Asumió en sustitución de Díaz, la entonces diputada socialista Daisy Tourné con el apoyo del oficialismo y gran parte de la oposición.

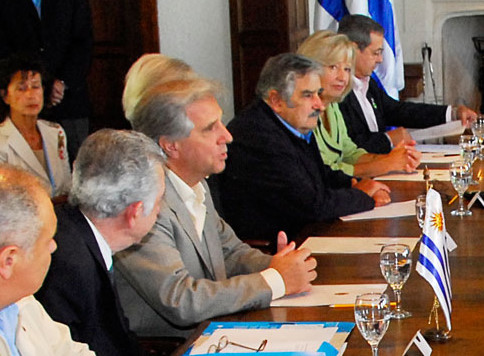
Vázquez con parte de su gabinete ministerial en marzo de 2008.

El 3 de marzo se llevó a cabo, por parte del Presidente Vázquez, un recambio general de algunos de los ministros. Se sustituyó a la ministra de Defensa Azucena Berruti, por su viceministro José Bayardi, ya que la entonces ministra presentaba problemas de salud que le impedían la buena ejecución del cargo encomendado.
También en esa fecha se sustituyó al histórico dirigente socialista, Reinaldo Gargano en la cancillería, tras varios cuestionamientos y pedidos de renuncia por parte de la oposición, descontenta por la labor del canciller, siendo este sustituido por Gonzalo Fernández, quien hasta entonces se desempeñaba como Secretario de Presidencia, puesto que fue cedido a Miguel Toma, designación que le costó críticas a Vázquez, ya que Toma fue adherente al Partido Colorado hasta la presidencia de Jorge Batlle.
Jorge Brovetto, hasta entonces ministro de Educación y Cultura y presidente del Frente Amplio, también fue suplantado, en este caso por quien se desempeñaba como presidenta de Antel, María Simón, una frenteamplista independiente.
Otro ministro suplantado en este grupo fue Mariano Arana, ministro de Vivienda, Ordenamiento Territorial y Medio Ambiente, que se retiró cuestionado por la oposición por supuestas omisiones en el cargo de Intendente de Montevideo, que había ejercido antes de ser ministro, siendo este suplantado por Carlos Colacce, exdirector de OSE.
También se sustituyó al ministro de Industria, Jorge Lepra, quien fue designado embajador de Uruguay en Francia, situando en su puesto a Daniel Martínez, un dirigente joven del Partido Socialista que hasta entonces se encontraba ejerciendo el cargo de Presidente de ANCAP.
Finalmente, la última remoción de cargo que se realizó esa jornada fue la de José Mujica, que alegó que renunciaba por cansancio producido por el cargo, otro ministro cuestionado duramente por la oposición, dejando el puesto a su viceministro Ernesto Agazzi, por pedido expreso del renunciante.
El 18 de septiembre de 2008, el ministro de Economía, Danilo Astori, fue sustituido en el cargo por Álvaro García, joven economista del Partido Socialista propuesto al cargo por el propio Astori. Los motivos que llevaron al ministro a presentar su renuncia fueron motivos de aspiración a la precandidatura a la presidencia por el Frente Amplio, a disputarse en las elecciones internas de junio de 2009.
Otro cambio realizado dentro del gabinete ministerial de Vázquez se dio tras la renuncia de la ministra del Interior, Daisy Tourné, el 5 de junio de 2009. El motivo que determinó el fin de su mandato fueron las duras declaraciones que tuvo la ministra para con la oposición frente a las cámaras de Canal 10, y tras la declaración del presidente de que ninguno de sus ministros estaba autorizado a realizar campaña política. La ministra fue sucedida por Jorge Bruni, exsubsecretario de Trabajo y Seguridad Social.
El último cambio de ministro se dio el 13 de julio de 2009, cuando Eduardo Bonomi renunció al cargo de Ministro de Trabajo para dedicarse de lleno a la campaña electoral, siendo el vocero del candidato a Presidente por el Frente Amplio, José Mujica, y, junto a Lucía Topolansky, el líder del Movimiento de Participación Popular, tras la renuncia de Mujica al mismo. Asumió por sustitución Julio Baraibar, también perteneciente al MPP.
Las ministras de Salud Pública, María Julia Muñoz, de Desarrollo Social Marina Arismendi; los ministros de Transporte y Obras Públicas Víctor Rossi y de Turismo y Deporte Héctor Lescano y el prosecretario de Presidencia Jorge Vázquez Rosas ejercieron el cargo desde el 1 de marzo de 2005 hasta el 1 de marzo de 2010, finalizado el mandato de Vázquez.

### Política Nacional

#### Política Social

##### Plan de Emergencia Social
Los programas que componen el Plan tienen como objetivo el generar las condiciones de carácter estructural imprescindibles para emprender efectivamente el camino hacia la igualdad, la equidad y la justicia social. Se trató de lograr salida de la indigencia y la pobreza, de aportar respuestas a las demandas y necesidades más básicas sobre todo en alimentación y salud. Fue desempeñado por el Ministerio de Desarrollo Social conjuntamente con presidencia.
El plan, que ha recibido varias críticas de la oposición, terminó a finales del 2007. Según el Ministerio de Desarrollo Social, el plan pudo haber tenido algunas fallas, pero en contextos generales los resultados que conllevó fueron exitosos. Más de ochenta mil hogares ingresaron al plan y trescientos treinta y cinco mil recibieron el Ingreso Ciudadano y muchos de ellos participaron de los programas que el ministerio incluyó.
Este plan fue precedido por el siguiente paso en la asistencia social, el Plan de Equidad.

##### Plan de Equidad
Es el paso posterior al Plan de Emergencia Social fue aprobado el 9 de abril de 2007 por el Gabinete Social integrado por los ministerios de Desarrollo Social, Economía, Educación, Trabajo, Salud Pública, Turismo, Vivienda, por la Oficina de Planeamiento y Presupuesto y por el presidente del Congreso de Intendentes.
El Plan de Equidad apunta hacia una igualdad intergeneracional, de género, étnico–racial, equidad territorial y de oportunidades sin distinción. Se apunta a asegurar el pleno ejercicio de los derechos ciudadanos de todas y todos los habitantes del territorio nacional, en especial de quienes se encuentran en una situación de vulnerabilidad social, a través de la nivelación de sus oportunidades de acceso en lo que refiere a servicios sociales universales, a ingresos a través del trabajo digno y a prestaciones sociales básicas.

#### Política de Salud

##### Reforma de salud
La reforma de Salud entró en vigencia a partir del 1 de enero del 2008. La idea de esta reforma es meramente asistencial y no económica. La reforma es impulsada por el Ministerio de Salud Pública y apoyada por la Organización Mundial de la Salud. Dentro del gobierno, se sostiene que esta reforma es sustentable, equitativa y democrática. Dicha Reforma busca, entre otras cosas, reducir el pago de mutualistas para aquellos que tienen hijos menores de 18 años. Sin embargo, para aquellos que no tienen hijos o los tienen mayores de dicha edad, la cuota se les incrementará en un 1.5 %.
La reforma consta de tres proyectos: el proyecto de ley de creación del Fondo Nacional de Salud, el proyecto de descentralización de ASSE y el proyecto que crea el Sistema Nacional Integrado de Salud (SNIS). El nuevo Sistema Nacional Integrado de Salud (SNIS) prevé universalizar el acceso a la atención y la prevención de enfermedades.
Apenas tres días después de su puesta en marcha, se generaron 53 mil afiliaciones de niños y adolescentes, de las cuales 3000 son nuevas afiliaciones. La gran mayoría corresponden a niños por los cuales se pagaba una cuota mutual.
Doscientos cinco mil trabajadores firmaron la declaración por la cual de ahora en más se le descontará el 4.5 % del salario, que corresponde a quienes no poseen hijos menores a su cargo. Reduciendo el número de los trabajadores que pagaran un 6 % a menos de la mitad.

##### Decreto antitabaquismo "Un millón de gracias"
Mediante este decreto el gobierno prohibió totalmente el consumo de tabaco en lugares públicos cerrados; en el caso de violar esta ley se multa severamente y en reiteradas sanciones se pena con prisión. A su vez, se prohibió todo tipo de publicidad en los medios de comunicación que incite al consumo de tabaco. La medida también obliga a las empresas tabacaleras a imprimir en las cajillas de cigarrillos fuertes advertencias con imágenes y mensajes impactantes que adviertan los posibles efectos que produce el tabaco en el organismo. Estas imágenes y mensajes deben ocupar un 50 % del total del espacio de la cajilla. Además se les prohibió a las empresas usar en sus cajillas términos como: «bajo contenido de alquitrán», «light», «ultralight» o «suaves».
La idea es disminuir las enfermedades que produce el tabaco, que es una de las mayores causas de mortalidad en el Uruguay. Se propuso con éxito que un millón de uruguayos estuvieran de acuerdo con este decreto mediante firmas en una página web. Uruguay fue el primer país de América en poner en vigencia este decreto y séptimo a nivel mundial.
Otra de las medidas impuestas por el gobierno consta en que aquellas empresas tabacaleras que deseen promocionar sus cigarrillos, solo lo podrán hacer a través del intercambio de cigarrillos. Es decir, una marca "x" quiere promocionar sus cigarrillos regalándolos. Solo se los podrá regalar a aquellas personas que tengan un cigarrillo de diferente marca, realizándose un intercambio, un cigarrillo "x" por un cigarrillo "y". De esta manera quien no fume no se verá incentivado a probar, así como también los que sí fuman no se verán incentivados a fumar doble.
Las medidas de la campaña contra la publicidad del tabaco originaron fuertes reacciones de empresas tabacaleras internacionales y su amenaza de demandas contra el Uruguay a través de mecanismos de arbitraje internacional. Con ello se internacionalizó considerablemente la polémica sobre la legitimidad de esas medidas.
Entre los premios recibidos gracias a esta iniciativa se encuentran los del 31 de mayo de 2006, cuando la Organización Panamericana de la Salud/Organización Mundial de la Salud (OPS/OMS) premió a Vázquez con su mayor galardón, el Premio del director general de la OMS por su contribución para reducir el consumo del tabaco. y el del 6 de marzo de 2009, cuando la XIV Conferencia Mundial de Salud y Tabaco distinguió en India a Uruguay por dicha campaña siendo recibido el galardón por la ministra de Salud, María Julia Muñoz.

##### Hospital de Ojos "José Martí" y posteriores operaciones
El gobierno, que posteriormente había financiado el viaje de dos mil personas a Cuba para realizarse operaciones de cataratas, financió también la puesta en marcha del Hospital de Ojos (posteriormente denominado "José Martí", en honor al poeta cubano), situado en la ciudad de Montevideo. De esta manera, el gobierno con el apoyo del gobierno de Cuba financió más de seis mil operaciones de cataratas a aquellas personas, principalmente jubilados, cuyos ingresos mensuales fueran lo suficientemente bajos como para no poder autofinanciárselas, de esta manera lograron recuperar la vista. La primera operación se realizó el 30 de enero del 2008, con una comitiva de oftalmólogos cubanos al mando, lo que generó fuertes rispideces entre el Ministerio de Salud Pública y la Sociedad Uruguaya de Oftalmología que se mantuvo en paro durante un tiempo considerable en forma de protesta a las medidas del gobierno. La ministra María Julia Muñoz expresó tajantemente: 

"Acá el ser pobre es equivalente a ser ciego."

Tras varias negociaciones el paro logró ser levantado y actualmente el Hospital continúa operando pero solamente con oftalmólogos uruguayos.
El 27 de julio del 2009 se celebraron las diez mil operaciones con la presencia del presidente Vázquez y autoridades. En conmemoración se rebautizó al Hospital con el nombre de Hospital José Martí, en honor al poeta cubano.

##### Legalización del aborto
Vázquez, aún con ideas socialistas, es contrario a la legalización del aborto, pese a la opinión favorable de la mayoría de los legisladores del Frente Amplio. En cierto momento trasmitió a los legisladores que estaba dispuesto a recorrer "todos los caminos constitucionales" para impedir que prosperase el proyecto de ley denominado de salud sexual y reproductiva en los aspectos atinentes a la despenalización del aborto. En el Uruguay el Código Penal tipificaba como delitos el consentimiento de la mujer para su propio aborto, así como la realización de este con o sin ese consentimiento.
El día 13 de noviembre de 2008, luego de aprobada en el parlamento y tal como lo había adelantado, Vázquez vetó la ley en acuerdo con la ministra María Julia Muñoz.

#### Política de Derechos Humanos

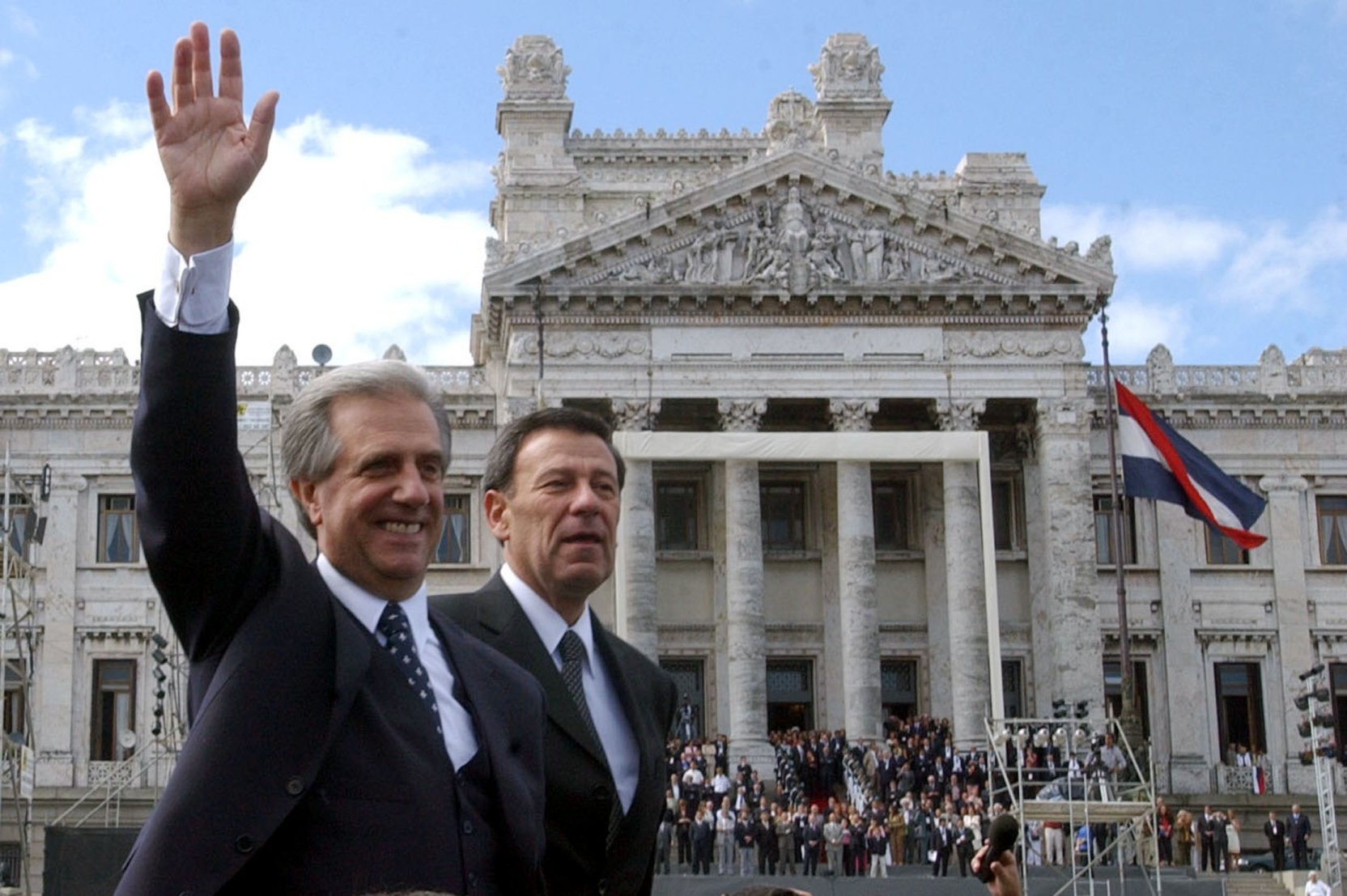
Tabaré Vázquez (izquierda) y su vicepresidente, Rodolfo Nin Novoa, en automóvil descubierto desde el Palacio Legislativo (al fondo) hasta el Palacio Estévez, el 1 de marzo de 2005.

##### Delitos de lesa humanidad cometidos entre 1973 y 1985
Previo a asumir la presidencia del Uruguay e incluso antes de ser elegido presidente, Vázquez promovía la idea de aclarar hechos ocurridos durante la dictadura cívico-militar entre 1973 y 1985, tales como desapariciones forzadas, torturas, sin castigar a los culpables. El 1 de marzo del 2005, fecha en que asume la presidencia, en su oratoria a la Asamblea General Vázquez dijo: 

Reconozcamos que 20 años después de la recuperación de la democracia aun subsisten zonas oscuras

 También expresó que aclarar la verdad de lo acontecido era sumamente necesario para que aquello que sucedió en dicha época no vuelva a suceder. «Nunca más», dijo.
Las primeras medidas que tomó el gobierno frenteamplista en lo que a estos temas corresponde fueron la recolección de información extraoficial de algunos presuntos lugares donde militares habrían enterrado a sus víctimas luego de darlas por muertas, y la orden formal a los comandantes en jefe de las Fuerzas Armadas de que recabaran y comunicaran la información que existiera sobre el destino de los detenidos desaparecidos. Los informes así recibidos del Ejército, la Marina y la Fuerza Aérea confirmaron por primera vez la muerte en la tortura de 23 personas desaparecidas cuya detención nunca se había admitido, y la ejecución deliberada de dos mujeres en igual situación. Sobre la base de las informaciones recibidas se comenzó con la excavación de los lugares citados por las fuentes, a cargo de antropólogos nacionales e internacionales. Pero solo recién el 29 de noviembre del 2006, en una chacra de Pando aparecería el primer desaparecido, el militante comunista, Ubagesner Chávez Sosa. La información de su paradero fue suministrada por militares de la Fuerza Aérea. Apenas unos días más tarde de la gran conmoción, aparecería, el 2 de diciembre el segundo (y hasta ahora el último) cuerpo encontrado. En este caso se trataba de Fernando Miranda, quien fue encontrado gracias a un anónimo que le hizo llegar a las Oficinas de Presidencia un mapa del lugar del entierro, en el Batallón 13.
Durante todo este tiempo, el presidente Vázquez se ha mostrado firme en no anular la ley de Caducidad, que es una ley vigente en Uruguay mediante la cual se estableció que los delitos cometidos por militares, policías y civiles durante la dictadura quedaran amnistiados argumentando que fue el pueblo quién la votó en 1985 y no la derogó en 1989. De esta manera, era imposible que se cometiera justicia para con los culpables de los crímenes de lesa humanidad cometidos en esos años. Es entonces que el 31 de octubre del 2005, Vázquez deja afuera de la ley los casos de Washington Barrios y Horacio Ramos. Luego de estos casos se excluyó a otros como el de Claudia García de Gelman, el 12 de diciembre de ese año y de cuarenta y tres casos más hasta la fecha.
Estas exclusiones de la ley de caducidad permitieron condenar a las "cabezas" de lo que fue la dictadura militar, tales como José Nino Gavazzo, acusado de ser el responsable de la muerte de la nuera del poeta argentino Juan Gelman, Ricardo Arab, Gilberto Vázquez, Ricardo Medina, José Silveira, el excanciller Juan Carlos Blanco, y varios otros. Pero sin duda los procesamientos que más relevancia tuvieron dentro del país fueron los de los dos expresidentes de facto que hoy en día viven, Juan María Bordaberry y Gregorio Álvarez. Álvarez negó conocer en absoluto el Plan Cóndor y dijo a la prensa que sabía que iba a morir en la cárcel. Posteriormente el BPS suspendió la jubilación que ambos percibían como expresidentes de la República.

#### Política de Empleo

##### Programa "Uruguay Trabaja"
El programa denominado "Uruguay Trabaja" es un proyecto de ley del Poder ejecutivo aprobado el 19 de diciembre del 2007 por la Cámara de Representantes. Este programa tiene como objetivo promover el trabajo en tanto factor socio-educativo. El programa está destinado a personas económicamente activas que integren hogares en situación de vulnerabilidad socioeconómica. Está contemplado para personas de entre 18 y 65 años de edad, que cumplan con requisitos especiales tales como vivir en hogares de situación de vulnerabilidad, que tengan una escolaridad inferior a 3.er año de Ciclo Básico y hayan permanecido en situación de desocupación laboral en el país por un período no inferior a dos años. El Banco de Previsión Social se encargará de un préstamo mensual de $4000.

##### Evolución del desempleo
Luego de la profunda crisis económica de 2002, el desempleo alcanzó su máximo tope de unos 17 puntos porcentuales. Según los datos de Instituto Nacional de Estadística, el desempleo bajó en el 2006 a un 10,9 %. Solamente en el 2007 se crearon en el Uruguay 70 000 plazas nuevas de empleos, lo que permitió que en 2007 la tasa de desempleo bajara a un 9, 1%. El Gobierno, le atribuye a estas cifras la recuperación de la economía local. En el interior del país, el desempleo se ubicó en los 9,5 puntos porcentuales, mientras que en el 2006 en los 11,1 %. De todas maneras, a nivel nacional, la tasa de desempleo quedó en 7,7 % en diciembre del 2007, habiéndose ubicado así en el índice más bajo registrado en el país desde 1993.

#### Política de Educación

##### Plan Ceibal
El Plan Ceibal es una iniciativa ya aplicada de la Presidencia de la República, aunque el proyecto fue iniciado durante el mandato de Jorge Batlle, en la cual cada maestro y cada alumno de las escuelas públicas del país dispone de una computadora portátil de 100 dólares, basándose en el proyecto de Nicholas Negroponte, denominado One laptop per child. Muchos colegios privados también han incorporado el plan para sus estudiantes y maestras, aunque el costo deberá ser abonado por ellos pero con exoneraciones de impuestos por parte del Estado.

Es la obligación no sólo del gobierno sino de la sociedad uruguaya en su conjunto buscar las condiciones para que todos los niños de nuestro país, sobre todos los más humildes, tengan la posibilidad de tener las mismas oportunidades que aquellos niños que tienen un respaldo económico. Que seamos todos en el Uruguay, no sólo iguales ante la ley que es importante, sino que seamos todos iguales ante la vida.

La segunda etapa del Plan Ceibal consta en extender el plan a nivel de toda la educación pública secundaria. El plan piloto es puesto en marcha en el correr de 2009.
El nombre "Ceibal" fue elegido por el sentido simbólico que tiene para los uruguayos el árbol del ceibo, su flor nacional del y el conjunto de los ceibos a lo largo de los ríos interiores del país. Fue transformado en una sigla, "Conectividad Educativa de Informática Básica para el Aprendizaje en Línea". Esto quiere decir una computadora para cada niño y cada maestro. El proyecto es parte del "Plan de inclusión y acceso a la sociedad de la información y el conocimiento", que integra la agenda del Gobierno, para ser aplicado en el ámbito de la ANEP.
El 5 de marzo de 2009 el secretario general de la OEA, José Miguel Insulza, le otorgó al gobierno uruguayo el premio de la excelencia en gobierno electrónico a la Eficiencia en la Gestión Pública por el Plan Ceibal.
El 31 de agosto de 2009, se entregaron las primeras XO a niños con ceguera o con graves discapacidades visuales. Las computadoras para los niños ciegos son de Acer y poseen un software especial que trabaja con comandos de reconocimiento de voz y de lectura de texto por parte de la computadora.
En el caso de las computadoras para niños con discapacidades visuales, las PC son las XO comunes, pero poseen un programa que oficia como lupa agrandando los programas funcionales para que puedan ser vistos a su conformidad. A su vez, estas PC vienen integradas con auriculares para que también puedan oír los textos que la misma PC les lee.

##### Plan Cardales
El Plan Cardales es un proyecto que tiene como objetivo llevar la tecnología actual a todos los hogares uruguayos, a través de diversos tipos de frecuencia (televisión por cable, telefonía móvil y fija e Internet) en forma simultánea y de manera muy económica. El nombre "Cardales" fue elegido por la ciudad homónima ubicada en Florida; primer lugar donde se aplicó el Plan Ceibal, que actualmente está siendo difundido en todo el país. A su vez, "Cardales" es la sigla de "Convergencias para el Acceso a la Recreación y al Desarrollo de Alternativas Laborales y Emprendimientos Sustentables".
El proyecto fue aprobado por decreto de Vázquez el 30 de noviembre de 2009, y despertó la oposición del gremio de trabajadores de Antel, del Frente Amplio y del presidente electo José Mujica, quienes expresaron preocupación por cómo se vería afectado Antel al habilitar a operadores privados a prestar el servicio de banda ancha de internet a través del sistema de triple play. Finalmente, el 2 de febrero de 2010 Vázquez firmó un nuevo decreto que dejó en suspenso los contratos celebrados en el marco de este Plan, hasta tanto no se tuviera una evaluación del plan piloto que se estaba aplicando en la ciudad de Trinidad.

##### Proyecto "Gol al Futuro"
El proyecto denominado Gol al Futuro, impulsado por Presidencia de la República, tiene como cometido principal exigir a los jugadores de fútbol juveniles del país estudiar, ya que dentro de dicho ambiente la deserción estudiantil presenta niveles preocupantemente altos. Cuenta con el apoyo de la Asociación Uruguaya de Fútbol que será la encargada de controlar que los equipos que la integran cumplan con el acuerdo. A cambio de esto, el gobierno facilitará a los equipos materiales de trabajo y servicios.

##### Programa de alfabetización: "En el país de Varela: Yo Sí Puedo"
El Plan de Alfabetización denominado “En el país de Varela: Yo, si puedo”, se propone como objetivo la enseñanza a personas adultas analfabetas, con el fin de contribuir a eliminar el analfabetismo existente en el país y es llevado a cabo por un convenio entre el Mides y la ANEP.
Este Plan comenzó el 19 de marzo de 2007, en conmemoración al 162.º aniversario del nacimiento de José Pedro Varela, gran reformista de la educación pública uruguaya, en el marco del convenio de utilización del programa de alfabetización “Yo, si Puedo” del Instituto Pedagógico Latinoamericano y Caribeño (IPLAC).
El programa está dirigido a personas de contexto crítico, mayores de dieciocho años y que posean educación primaria inconclusa. Con el fin de erradicar el analfabetismo, promover la culminación de los estudios primarios entre la sociedad y continuarla hasta la enseñanza secundaria básica.
Para enero de 2008 tres mil personas que eran analfabetas, culminaron el curso con éxito. Para esa ocasión se estimó que los graduados representaron un 80 % del total de inscriptos, habiendo dentro del 20 % restante un bajo nivel de deserción y otro tanto de aquellos que no lograron el nivel mínimo para culminar el curso. De esos tres mil egresados, solo trescientos eran de Montevideo, mientras que el resto pertenecía al Interior del país. Siendo el promedio de edad del alumnado 40 años y en su gran mayoría de clase social baja.

#### Política Tributaria

##### Reforma tributaria "Uruguay Avanza"
La reforma Tributaria es la reforma más importante del gobierno de Tabaré Vázquez. Impulsada por el ministro de Economía Danilo Astori, la reforma propone el impuesto a la renta de las personas físicas y un nuevo sistema de impuestos en todo el país. Los analistas sugieren que esta es la primera gran reforma de izquierda que este gobierno pone en marcha. [cita requerida]

### Política internacional
Cabe destacar dentro de las relaciones internacionales del gobierno de Vázquez la reanudación de relaciones con Cuba, la afianzada amistad entre el gobierno uruguayo y el venezolano, la mala comunicación entre Uruguay y Argentina, las duras críticas del mandatario al Mercosur, la negativa del gobierno de firmar un TLC con Estados Unidos, las mejoradas relaciones con otros gobiernos "progresistas" como el de Bolivia, Chile, Brasil y Ecuador y finalmente, las nuevas fronteras de comercio con países como Nueva Zelanda, Rusia, China, India y Emiratos Árabes Unidos.

#### Relación con Cuba
La primera acción diplomática de importancia en el gobierno de Vázquez sucedió el mismo día de asunción, el 1 de marzo de 2005, cuando el canciller Reinaldo Gargano firma la reanudación de las relaciones diplomáticas con Cuba, que desde 2002 y hasta entonces el presidente de turno Jorge Batlle había decidido congelar alegando severas diferencias con el mandatario cubano Fidel Castro. Una de las promesas electorales del Frente Amplio fue la inmediata reanudación de las relaciones bilaterales entre ambos países.

#### Relación con el Mercosur
Durante los años de gobierno el presidente Vázquez se ha mostrado distante para con el Mercosur ya que según él existen asimetrías muy graves entre los países grandes del bloque, es decir Argentina y Brasil, y los más pequeños: Paraguay y Uruguay. Estas acusaciones generaron rispideces entre Uruguay y los países ya nombrados.

#### Relación con Venezuela

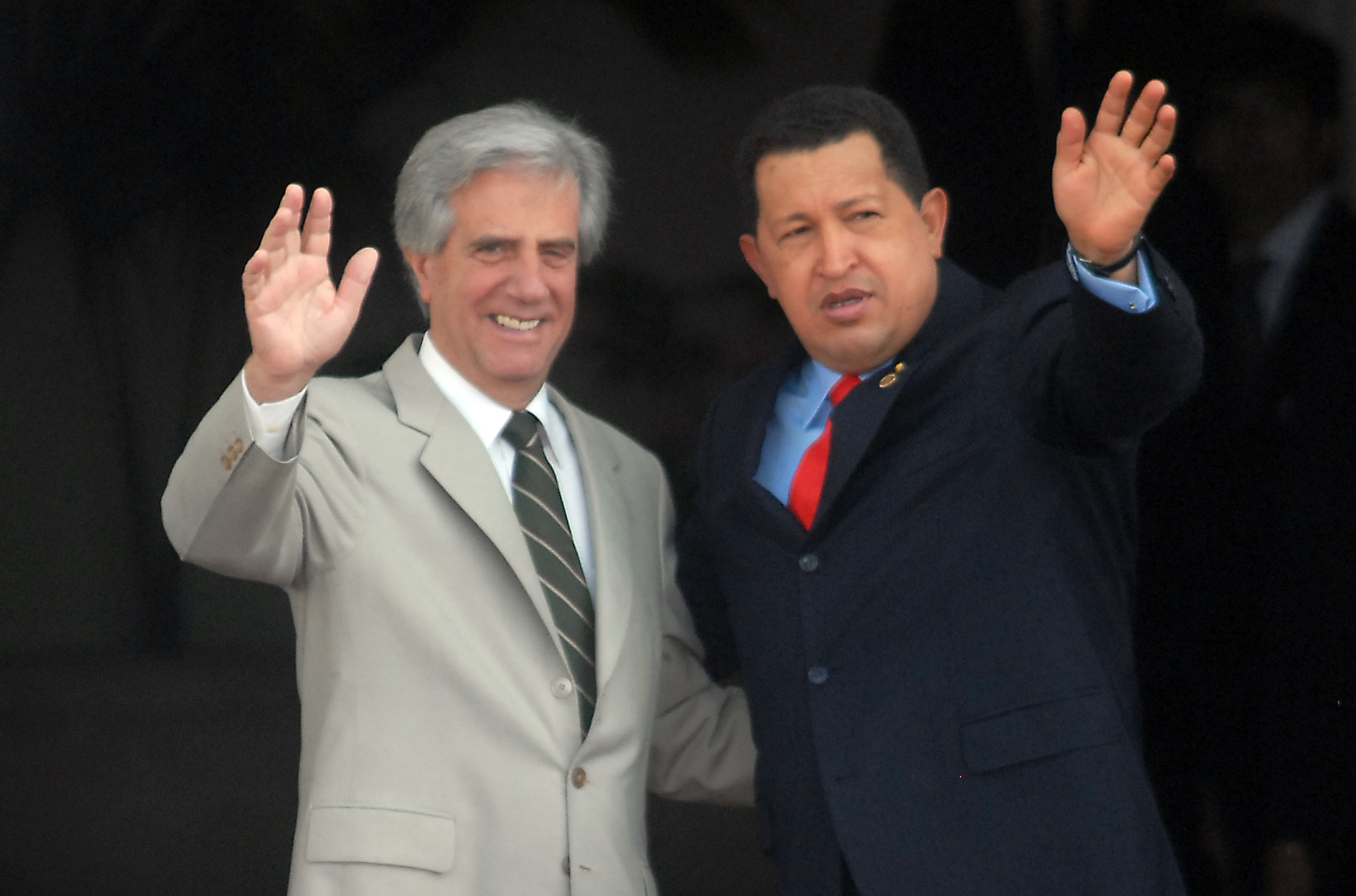
Tabaré Vázquez y Hugo Chávez.

Ante la petitoria de Venezuela por ser miembro pleno del Mercosur, el Poder ejecutivo agilizó la aprobación de las cámaras de representantes y la de senadores (teniendo la aprobación del oficialismo y no la de la oposición) y consiguió así ser el primer país en aceptar a Venezuela como miembro pleno del bloque. La relación de Venezuela con Uruguay ha mejorado progresivamente luego del traspaso de mando. Anteriormente el presidente Hugo Chávez también poseía diferencias con el expresidente uruguayo Jorge Batlle, sobre todo luego del congelamiento de relaciones con Cuba. Luego de la asunción de Vázquez el trato para con Uruguay fue fraterno. Venezuela donó dinero para la reestructuración del Hospital de Clínicas y otros edificios públicos.

#### Relación con Estados Unidos

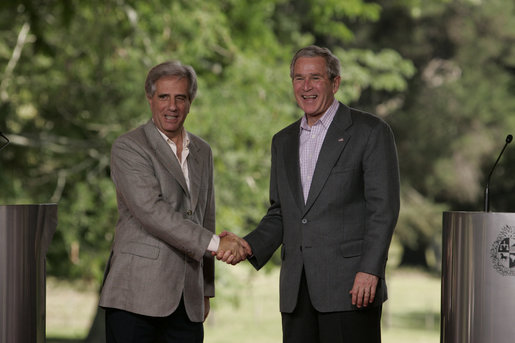
Presidente Vázquez recibe a George W. Bush en Uruguay.

Si bien en las campañas electorales Vázquez se mostraba reacio a todo relacionamiento con Estados Unidos, su ministro de economía Danilo Astori pensaba lo contrario. De hecho durante el tiempo transcurrido en su mandato se logró firmar un TIFA, paso previo al Tratado de libre comercio tan deseado por la oposición y rechazado por el oficialismo. De todas maneras, el presidente ha dicho en varias ocasiones que de ninguna manera se firmará un TLC que no resulte beneficioso para el país. Aun así, Estados Unidos se muestra insistente en el asunto. De hecho, el 8 de marzo de 2007 el presidente George W. Bush visitó el país por dos días, siendo recibido por Vázquez en la residencia presidencial de Anchorena, y formalizó exportaciones del Uruguay hacia su país, como es el caso de los arándanos. Además el país ha sido visitado por varios secretarios del presidente Bush, como el secretario del tesoro Henry Paulson, la secretaria de estado Condoleezza Rice y la secretaria de trabajo Elaine Chao, entre otros.

#### Relación con Argentina

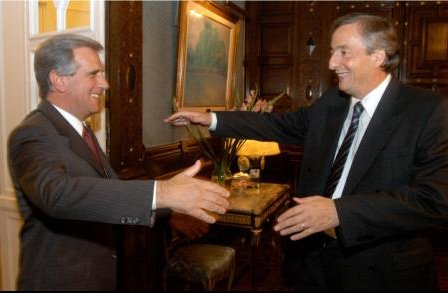
Tabaré Vázquez y Néstor Kirchner el 5 de mayo de 2005.

El conflicto más tenso que, en términos diplomáticos, ha afrontado este gobierno con Argentina, país con el que Uruguay tiene mucha historia compartida y pueblos amigos, lo que ha hecho este conflicto aún más difícil de sobrellevar, fue el diferendo por las plantas de celulosa. Vázquez, quien en primera instancia se había mostrado en contra de la instalación de las plantas de celulosa en Fray Bentos, cambió su parecer al llegar al gobierno. Argentina acusa a Uruguay de haber violado el Tratado del Río Uruguay, río compartido por ambos países. Mientras tanto, Uruguay acusa al país vecino de la ilegalidad de los cortes de ruta que los habitantes de Gualeguaychú llevan a cabo ininterrumpidamente desde diciembre de 2006. Ambos conflictos serán resueltos en el Tribunal de La Haya.

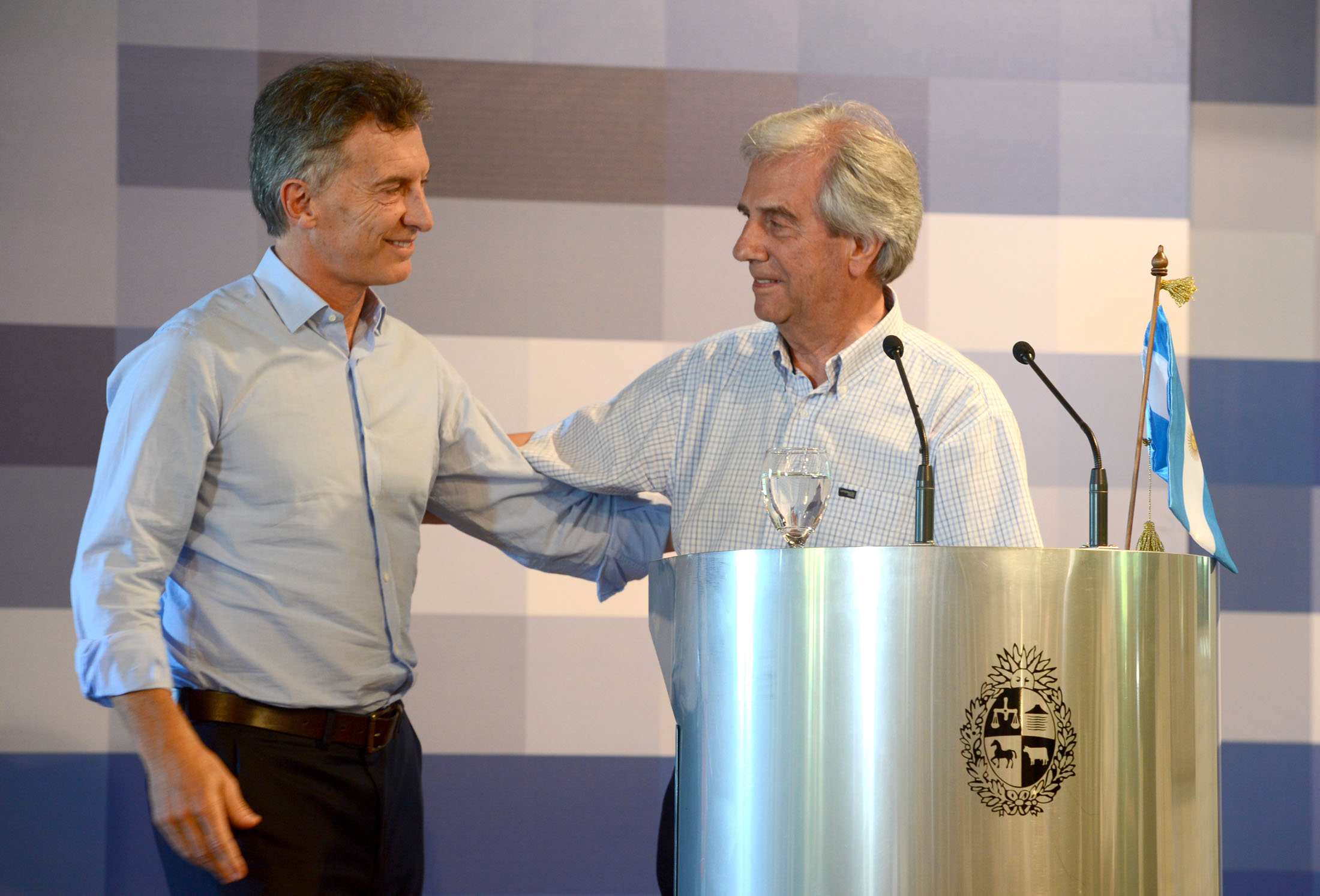
Mauricio Macri con Tabaré Vázquez, en la residencia de Parque Anchorena (Colonia, Uruguay), el 7 de enero de 2016.

La relación entre Néstor Kirchner y Tabaré Vázquez fue empeorando progresivamente a medida que pasaba el tiempo. Al asumir Cristina Fernández como presidenta de Argentina le dedicó duras palabras al mandatario uruguayo, pero le aseguró sus deseos de terminar con este diferendo y de no querer agravar más el problema. Una semana después, en Montevideo, el presidente uruguayo le pasó la presidencia pro témpore del Mercosur a la mandataria y le dijo que "ningún argentino era extranjero en el Uruguay" lo que se vio como un gesto de tregua y una confirmación de que el gobierno uruguayo tampoco iría a agravar más el problema que había sufrido un gran efecto de "bola de nieve". No obstante, el diferendo aún no ha sido solucionado.
En septiembre de 2008, el presidente Vázquez decidió hacer pública su intención de votar negativamente para imposibilitar que Néstor Kirchner, expresidente y esposo de la presidenta argentina, asumiese como secretario general de la Unasur, contando con el apoyo del oficialismo y la oposición. Como era de prever, esto generó rispideces entre ambos gobiernos. Fuentes de la cancillería argentina expresaron su descontento con la decisión de Vázquez acusándola de agravio al Gobierno, a los argentinos y a los países que apoyaban la candidatura.
El gobierno tomó como positivas las declaraciones del ministro del Interior argentino, Florencio Randazzo, cuando dijo que «argentinos y uruguayos tenemos que avanzar, para transitar libremente esos puentes», en referencia a los pasos que unen a ambos países. Sin embargo, el gobierno respondió que ellos ya habían hecho todo lo que tenían a su alcance.

#### Relación con el resto del mundo
En cuanto a la agenda internacional, Vázquez ha fijado su mira en los países de Asia, Oceanía y Europa. Durante su mandato visitó varios países de dichos continentes. En el gobierno se ha expresado la voluntad del ejecutivo de firmar un Tratado de libre comercio (TLC) con China. Entre la comitiva de viajes diplomáticos del presidente se encuentra un grupo de periodistas y como novedad, un grupo de empresarios particulares que lo acompañan en busca de nuevas inversiones. En cuanto a las inversiones, empresarios de Emiratos Árabes Unidos se han mostrado muy interesados en invertir en la zona, así como empresarios de Nueva Zelanda y de la India, con quien también se buscaría firmar un TLC. Además las buenas relaciones con Chile son de suma importancia, ya que el país transandino es tomado tanto por el oficialismo como por la oposición como modelo para el Uruguay y su futuro.

### Aprobación presidencial
Al comenzar su mandato presidencial, Vázquez poseía un nivel de aprobación del 64 %. Dos meses después el nivel de aprobación cayó 10 puntos, debido principalmente a las protestas callejeras registradas en Montevideo. Allí se cuestionó la demora en la implementación del Plan de Asistencia Nacional a la Emergencia Social (PANES), un plan de atención a los pobres lanzado por el gobierno, y las polémicas entre altos funcionarios de los ministerios.
También incidió, de acuerdo con el sondeo, la propuesta para liberar a presos comunes, una medida propuesta por el Gobierno de Vázquez para intentar resolver la superpoblación carcelaria en el país. A mediados de 2005 el nivel de aprobación era del 54 %. La encuesta que se realizó en abril de 2006 reveló que el índice de aprobación fue de 44 %, transformándose en la segunda caída significativa en los niveles de aprobación presidencial. El director de Opinión Pública de Equipos Mori, Ignacio Zuasnabar, indicó:

(...) el desgaste que provocó sobre la imagen del presidente el manejo del conflicto con Argentina por las plantas de celulosa aparece como la principal explicación de esta caída en sus niveles de aprobación.

En una encuesta de aprobación realizada en el mes de julio de 2006, Tabaré Vázquez subió un punto, alcanzando de esa manera un nivel del 45 %.
En otra encuesta realizada a mediados de diciembre de 2006, por Equipos Mori, se registró un leve crecimiento del 5 %, llegando entonces a una aprobación del 50 %.
Al cumplirse dos años de gobierno, Vázquez, realizó un acto público en la Plaza Independencia donde rindió cuentas sobre los logros del gobierno hasta el momento. El acto, sin antecedentes en la historia uruguaya, generó mucho debate a propósito del cariz de la convocatoria y su organización despertó polémica en los días previos, con críticas desde la oposición. Tanto dirigentes blancos como colorados señalaron que el acto constituía una violación de la Constitución, ya que lo veían como un acto político partidario, sin embargo durante el acto el presidente no se refirió a ningún partido político, ni a cuestiones partidarias. Pese a esto, miembros del gabinete presidencial, como José Mujica admitieron que el acto fue de corte político. Tabaré Vázquez también dijo que se trataba de un acto político, pero no político partidario, por lo tanto está amparado por la constitución. Se estima que había más de sesenta mil personas en la plaza y alrededores. Las locuciones de Vázquez duraron casi 3 horas, durante las cuales repasó los logros de cada ministerio en estos dos años. Por la duración del acto, la oposición calificó al acto como digno del presidente venezolano Hugo Chávez o del líder cubano Fidel Castro.
A fines de marzo de 2007 la empresa consultora Factum estimó que un 60 % de los uruguayos aprueba la gestión del presidente Vázquez (aumentando un 5 % de la última encuesta), mientras que el porcentaje de desaprobación se situó en un 19 %.
Un año después, en marzo de 2008, la consultora Cifra publicó una nueva encuesta en la cual se le adjudicaba a Vázquez una aprobación del 56 % y una desaprobación del 21 %.
El 7 de marzo de 2009, Vázquez realizó un multitudinario acto público en Montevideo con el fin de repasar sus cuatro años de gestión, el acto contó además con la presencia del gabinete ministerial a pleno, autoridades militares, legisladores y otras figuras públicas y políticas. Ese mismo día se dio a conocer que el presidente contaba hasta la fecha con un 61% de popularidad.
En vista de la popularidad de Vázquez, varios correligionarios insistieron en la reelección presidencial, como por ejemplo José Korzeniak. Pero este instituto está vedado por la Constitución de la República, que impone un mínimo de cinco años para volverse a postular a la Presidencia. Una eventual reelección supone varias cosas: la renuncia anticipada de Vázquez a la Presidencia, proclamarlo como candidato único en las elecciones internas, y además plebiscitar una reforma constitucional que habilite la reelección presidencial inmediata. Hubo quienes se abocaron al esfuerzo de recolectar firmas para habilitar este mecanismo; pero el intento logró cosechar apenas 100 000 firmas, y abortó.
Según una encuesta difundida por la encuestadora Equipos Mori a darse a conocer en julio de 2009, a más de cuatro años de gestión de Vázquez en el gobierno, el 52% de los encuestados quiere que se presente en las elecciones de 2014, mientras que el 34 % se opone a ello y el 24 % prefirió no contestar.
En cuanto a lo mejor y lo peor de su gestión, esa misma encuesta recogió que el 21 % de los encuestados expresaron que lo mejor fue el Proyecto Ceibal, seguido del FONASA con un 9 % y la ley antitabaco con un 7 %, entre otras. Lo peor para los encuestados fue el Plan de Emergencia con un 19 %, la inseguridad ciudadana y la reforma tributaria con un 7 % ambas y el veto presidencial a la despenalización del aborto con un 4 %.
Cercano a la finalización de su gestión, Tabaré Vázquez (según la encuestadora Equipos Mori) fue el presidente con mayor porcentaje de aprobación en la Historia reciente del país con un 71 %. Haciendo referencia a esto, el director de Opinión Pública de Equipos Mori, Ignacio Zuasnabar, indicó:

Es un porcentaje récord. Nunca hubo un político con esta popularidad. Es inédito.

El 21 de diciembre de 2009, la empresa Factum, dio a conocer una nueva encuesta en la que se le otorga a Vázquez un 80 % de popularidad entre los ciudadanos, ubicándose entre los tres porcentajes de popularidad presidencial más altos de Latinoamérica (junto con Michelle Bachelet y Lula Da Silva). Además de obtener un amplio apoyo dentro de su sector político, según esta encuesta, 6 de cada 10 personas pertenecientes al Partido Nacional y al Partido Colorado (opositores al Frente Amplio) dicen estar conformes con la gestión de Vázquez.

## Periodo de entregobiernos (2010-2015)

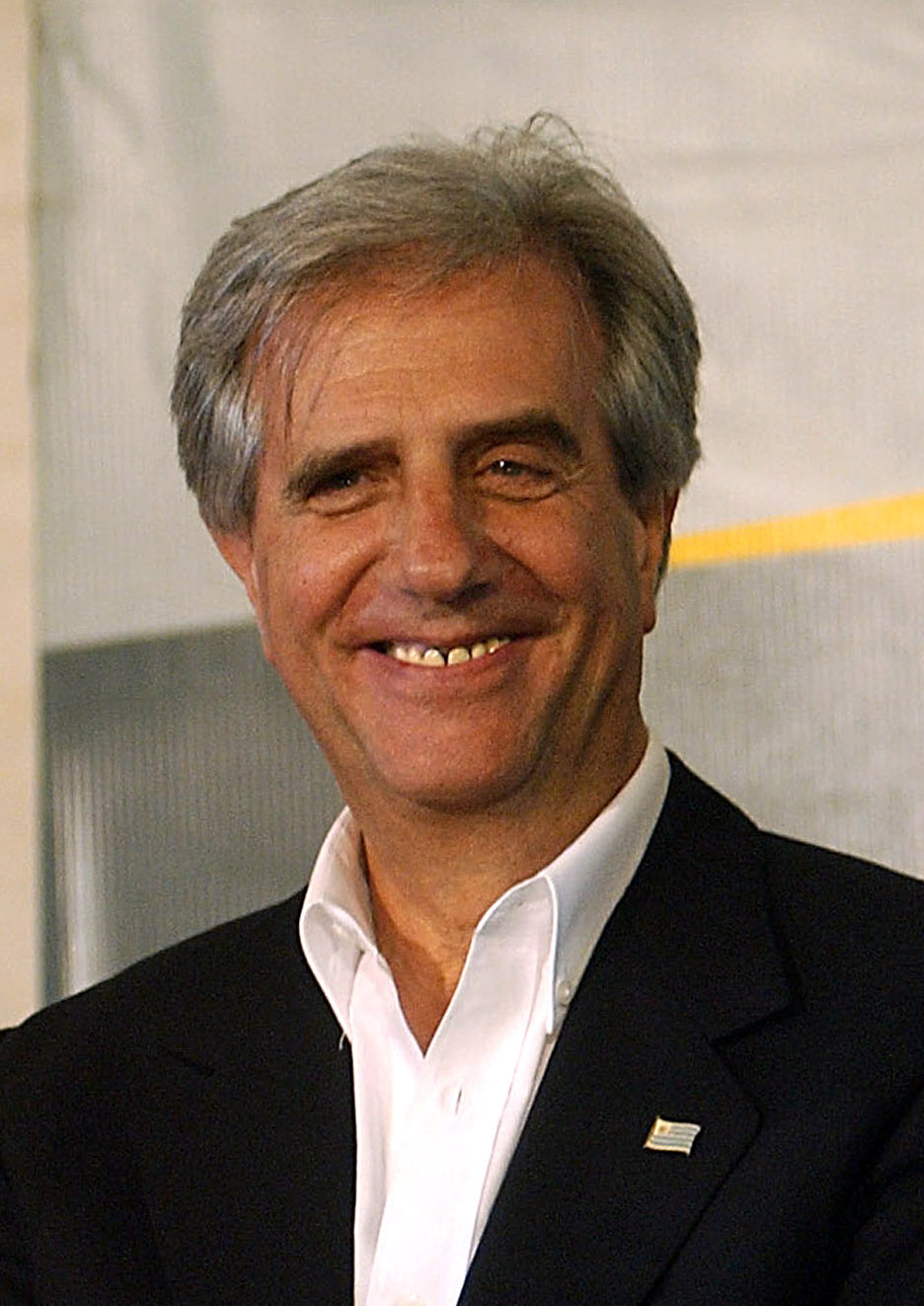
El presidente de Uruguay, Tabaré Vázquez, en febrero de 2007.

A mediados de 2008, hubo quienes propusieron una lista al Senado encabezada por Vázquez para las elecciones de octubre de 2009.
En el marco de las elecciones internas, el 28 de junio de 2009, el presidente Vázquez anunció que se ausentará de la política cuando traspase el mando al próximo presidente para dedicarse plenamente a las actividades de oncología y a una futura publicación de un libro sobre el tema. De todas maneras dejó abierta la posibilidad de volver a la política, no descartando en ese momento una nueva postulación presidencial en 2014, tema que se volvió a plantear la noche del triunfo de su sucesor José Mujica. El tema volvió a ser planteado en el marco de su visita a Japón a mediados de diciembre de 2009, cuando un periodista de ese país le formuló la pregunta sobre una posible reelección, ante esto, nuevamente dejó las posibilidades abiertas:

Serán los acontecimientos políticos que vendrán y la vida la que podrá dar respuesta a su pregunta.

 Anunció también que, luego de dejar el sillón presidencial, se tomaría un año sabático de actividades políticas.
El 26 de febrero de 2010, a tres días de culminar su cargo como presidente, Vázquez visitó la Universidad de la República y aceptó la invitación del rector de la misma, Rodrigo Arocena, de que una vez culminado su mandato, pueda comenzar a formar parte del consejo asesor de la UdelaR.
El 25 de marzo de 2010, Vázquez le confirmó a su sucesor en el cargo, José Mujica, su voluntad de ser candidato a la presidencia en 2014 siempre y cuando su salud se lo permita. De esta manera, se disiparon todas las dudas que quedaban al respecto.
Los medios de comunicación uruguayos dieron a conocer, el 2 de noviembre de 2010, una encuesta en la cual se situaba a Tabaré Vázquez como el político más popular de Uruguay con un 70 % de popularidad y un 17 % de impopularidad. Dentro de dicha lista lo acompañan en segundo lugar, el presidente uruguayo del momento, José Mujica (con 66 % y 20 % respectivamente); seguido del vicepresidente Danilo Astori (con 54 % y 20 %), Pedro Bordaberry (con 35 % y 42 %), Jorge Larrañaga (con 31 % y 48 %), Luis Alberto Lacalle (con 26 % y 53 %) y en el fondo de la lista se sitúa Pablo Mieres (con 17 % y 41 %).
A inicios de 2011, Vázquez planteó que le interesaba debatir la actualización ideológica del FA y la modernización de su estructura organizativa; también piensa mantener un bajo perfil político durante el año.
El 7 de febrero de 2011, tras la pregunta de varios periodistas, Vázquez se mostró dispuesto a volver a hacer política en el país y, nuevamente, reafirmó su voluntad de postularse como candidato a presidente de la República en 2014, siempre y cuando su salud lo acompañara y su partido estuviera de acuerdo. Incluso nombró a Raúl Sendic Rodríguez como posible candidato al puesto, o hasta como su compañero de fórmula. El 21 de febrero de 2011 se dio la vuelta a la política de Vázquez, al pronunciar un discurso en un Comité de Base del Frente Amplio del Prado, donde se le rindió un homenaje. En dicho discurso, Vázquez abogó por la unión de la fuerza política de izquierda y el apoyo al gobierno de José Mujica. A su vez, se mostró a favor de la aprobación del proyecto de ley que dejaría sin efecto la polémica ley de caducidad.
No obstante, la visibilidad pública de Vázquez tiene sus vaivenes. El 11 de octubre de 2011, ante un selecto auditorio en el Colegio Monte VI (institución del Opus Dei), Tabaré Vázquez se refirió al conflicto con Argentina por la planta de celulosa en Fray Bentos; en particular, reveló que le solicitó ayuda al entonces presidente estadounidense George W. Bush. Esta declaración levantó una polémica muy encendida, que significó un nuevo llamado a silencio de Vázquez, si bien la opinión pública considera que, en realidad, Vázquez no se ha retirado de la política.

## Asesor del Fondo Monetario Internacional
Vázquez integró, desde julio de 2010, el Grupo Asesor Regional del Fondo Monetario Internacional para el Hemisferio Occidental, junto con Óscar Arias, Ricardo Lagos, Paul Martin y Enrique V. Iglesias, entre otros.
Esta incorporación, puso en dudas por parte del espectro político las ideas de izquierda de Vázquez, alegando que el FMI estaba en las antípodas de cualquier ideología socialista. El 11 de octubre de 2010, Vázquez se refirió al asunto: 

Se preguntarán qué hago aquí cuando por edad e identidad pertenezco a una generación que dedicó sus sueños y sus esfuerzos a la consecución a los valores de libertad e igualdad. En esa entrega (que en muchos casos fue la vida misma) la democracia tenía cierto tufillo burgués y el Fondo Monetario Internacional (digámoslo francamente) apestaba a imperialismo.

Pero el tiempo es sabio. En su transcurso demostró una vez más que la libertad es acaso el más fuerte y hermoso impulso humano sin el cual la vida no tiene sentido, y que vale la pena pelear por ella.

Asimismo, demostró que el mundo no es en blanco y negro, que en el complejo escenario internacional no hay modelos perfectos ni instituciones infalibles y que nadie, por poderoso que sea, es el único propietario de la verdad. En el mundo actual, tener fuerza no implica tener razón, ser rico no implica ser próspero, y ser diferentes no implica tener que ser desiguales.

## Segundo mandato (2015-2020)
Con el voto popular, Tabaré Vázquez fue elegido presidente para un segundo período, igualando en ese aspecto a Julio María Sanguinetti.
Durante su segundo mandato se dio inicio a las tratativas para el proyecto de UPM 2.

### Gabinete ministerial 2015 - 2020
| ← 2do. Gobierno de Tabaré Vazquez → (1 de marzo de 2015 - 1 de marzo de 2020) |                                                                |                                                                       |               |
| Partido político                                                              |                                                                | Frente Amplio                                                         | Frente Amplio |
| Cargo                                                                         | Titular                                                        | Titular                                                               | Titular       |
| Presidente                                                                    |                                                                | Tabaré Vázquez 1 de marzo de 2015 - 1 de marzo de 2020                |               |
| Interior                                                                      |                                                                | Eduardo Bonomi 1 de marzo de 2015 - 14 de febrero de 2020             |               |
| Interior                                                                      | Jorge Vázquez Rosas 15 de febrero de 2020 - 1 de marzo de 2020 |                                                                       |               |
| Relaciones Exteriores                                                         |                                                                | Rodolfo Nin Novoa 1 de marzo de 2015 - 1 de marzo de 2020             |               |
| Economía y Finanzas                                                           |                                                                | Danilo Astori 1 de marzo de 2015 - 1 de marzo de 2020                 |               |
| Defensa Nacional                                                              |                                                                | Eleuterio Fernández Huidobro 1 de marzo de 2015 - 5 de agosto de 2016 |               |
| Defensa Nacional                                                              | Jorge Menéndez 12 de agosto de 2016 - 1 de abril de 2019       |                                                                       |               |
| Defensa Nacional                                                              | José Bayardi 1 de abril de 2019-29 de febrero de 2020          |                                                                       |               |
| Educación y Cultura                                                           |                                                                | María Julia Muñoz 1 de marzo de 2015 - 1 de marzo de 2020             |               |
| Industria, Energía y Minería                                                  |                                                                | Carolina Cosse 1 de marzo de 2015 - 29 de enero de 2019               |               |
| Industria, Energía y Minería                                                  | Guillermo Moncecchi 30 de enero de 2019 - 1 de marzo de 2020   |                                                                       |               |
| Salud Pública                                                                 |                                                                | Jorge Basso 1 de marzo de 2015 - 1 de marzo de 2020                   |               |
| Ganadería, Agricultura y Pesca                                                |                                                                | Tabaré Aguerre 1 de marzo de 2015 - 12 de enero de 2018               |               |
| Ganadería, Agricultura y Pesca                                                | Enzo Benech 12 de enero de 2018 - 1 de marzo de 2020           |                                                                       |               |
| Trabajo y Seguridad Social                                                    |                                                                | Ernesto Murro 1 de marzo de 2015 - 1 de marzo de 2020                 |               |
| Transporte y Obras Públicas                                                   |                                                                | Víctor Rossi 1 de marzo de 2015 - 1 de marzo de 2020                  |               |
| Turismo                                                                       |                                                                | Liliam Kechichián 1 de marzo de 2015 - 31 de enero de 2020            |               |
| Turismo                                                                       | Benjamín Liberoff 31 de enero de 2020 - 1 de marzo de 2020     |                                                                       |               |
| Vivienda, Ordenamiento Territorial y Medio Ambiente                           |                                                                | Eneida de León 1 de marzo de 2015 - 1 de marzo de 2020                |               |
| Desarrollo Social                                                             |                                                                | Marina Arismendi 1 de marzo de 2015 - 1 de marzo de 2020              |               |
| Secretaría de Deporte                                                         |                                                                | Fernando Cáceres 1 de marzo de 2015 - 1 de marzo de 2020              |               |
| Secretaría de Presidencia                                                     |                                                                | Miguel Toma 1 de marzo de 2015 - 1 de marzo de 2020                   |               |
| Prosecretaría de Presidencia                                                  |                                                                | Juan Andrés Roballo 1 de marzo de 2015 - 1 de marzo de 2020           |               |
| Oficina de Planeamiento y Presupuesto                                         |                                                                | Álvaro García 1 de marzo de 2015 - 1 de marzo de 2020                 |               |

## Últimos días y muerte
Pocos días después del fallecimiento de su esposa, Vázquez sufrió un quebranto de salud. Fue así que, para evitar la difusión de rumores, a mediados de agosto de 2019 el propio presidente Vázquez reveló en conferencia de prensa que padecía de un nódulo pulmonar con apariencia maligna, no obstante, lo cual no implicaría terminar su mandato antes del 1 de marzo de 2020.
En otro orden de cosas, Vázquez se dispuso a asumir un nuevo papel dentro del Frente Amplio como oposición al gobierno liderado por Luis Lacalle Pou. Conjuntamente con Julio María Sanguinetti, se lo consideraba una de las figuras de mayor perfil en el espectro político uruguayo.
Falleció el 6 de diciembre de 2020 a causa de su enfermedad oncológica. El presidente Luis Lacalle Pou decretó tres días de duelo nacional. Debido a la situación ocasionada por la pandemia de COVID-19, el velatorio se realizó de manera íntima.
Sus restos descansan en el Cementerio de La Teja.

## Obras publicadas
- Vázquez, Tabaré (2011). "Crónica de un mal amigo". Editorial Aguilar. ISBN 9789974954441. Archivado desde el original el 4 de abril de 2011. Consultado el 23 de octubre de 2012.

## Condecoraciones
- Orden Nacional de San Lorenzo, grado Gran Collar (Ecuador, 2010).[100]
- Medalla al Mérito Militar en el grado de Oficial General ( Uruguay, 18 de mayo de 2011).[101][102]

| Predecesor: Eduardo Fabini Jiménez | Intendente de Montevideo 1990-1994 | Sucesor: Tabaré González  |
| Predecesor: Jorge Batlle           | Presidente de Uruguay 2005-2010    | Sucesor: José Mujica      |
| Predecesor: José Mujica            | Presidente de Uruguay 2015-2020    | Sucesor: Luis Lacalle Pou |